# Liste de mosquées de Taïwan
Cet article présente la liste de mosquées de Taïwan.

## Liste
| Nom                                           | Image | Ville               | Subdivision territoriale | Inauguration    |
| --------------------------------------------- | ----- | ------------------- | ------------------------ | --------------- |
| Grande mosquée de Taipei (台北清真寺)         |       | Taipei (Daan)       | Taipei                   | 13 avril 1960   |
| Mosquée de Kaohsiung (高雄清真寺)             |       | Kaohsiung (Lingya)  | Kaohsiung                | avril 1992      |
| Mosquée culturelle de Taipei (台北文化清真寺) |       | Taipei (Zhongzheng) | Taipei                   | 1982            |
| Mosquée de Taichung (台中清真寺)              |       | Taichung (Nantun)   | Taichung                 | août 1990       |
| Mosquée Longgang de Chungli (龍岡清真寺)      |       | Chungli             | Comté de Taoyuan         | 1989            |
| Mosquée de Tainan (台南清真寺)                |       | Tainan (East)       | Tainan                   | septembre 1996  |
| Mosquée At-Taqwa de Dayuan (大園清真寺)       |       | Dayuan              | Comté de Taoyuan         | 9 juin 2013     |
| Mosquée An-Nur de Tongkang (東港清真寺)       |       | Donggang            | Comté de Pingtung        | 18 février 2018 |
| Mosquée Al-Falah de Hualien (花蓮清真寺)      |       | Hualien             | Comté de Hualien         | 18 mars 2018    |